# Carl Anselm Zinsler

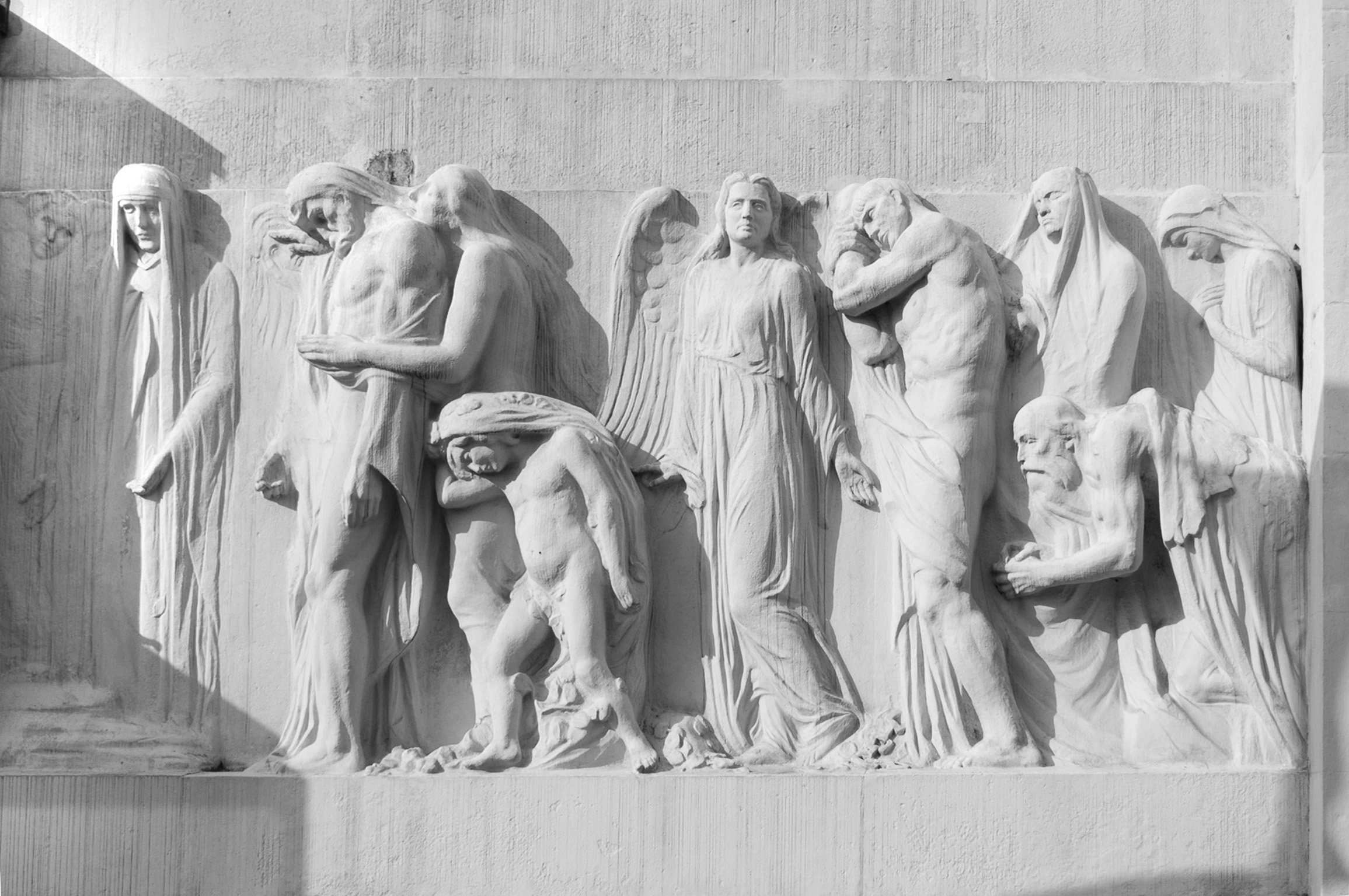
Relief Menschen am Tor zu einem Ort ohne Wiederkehr.

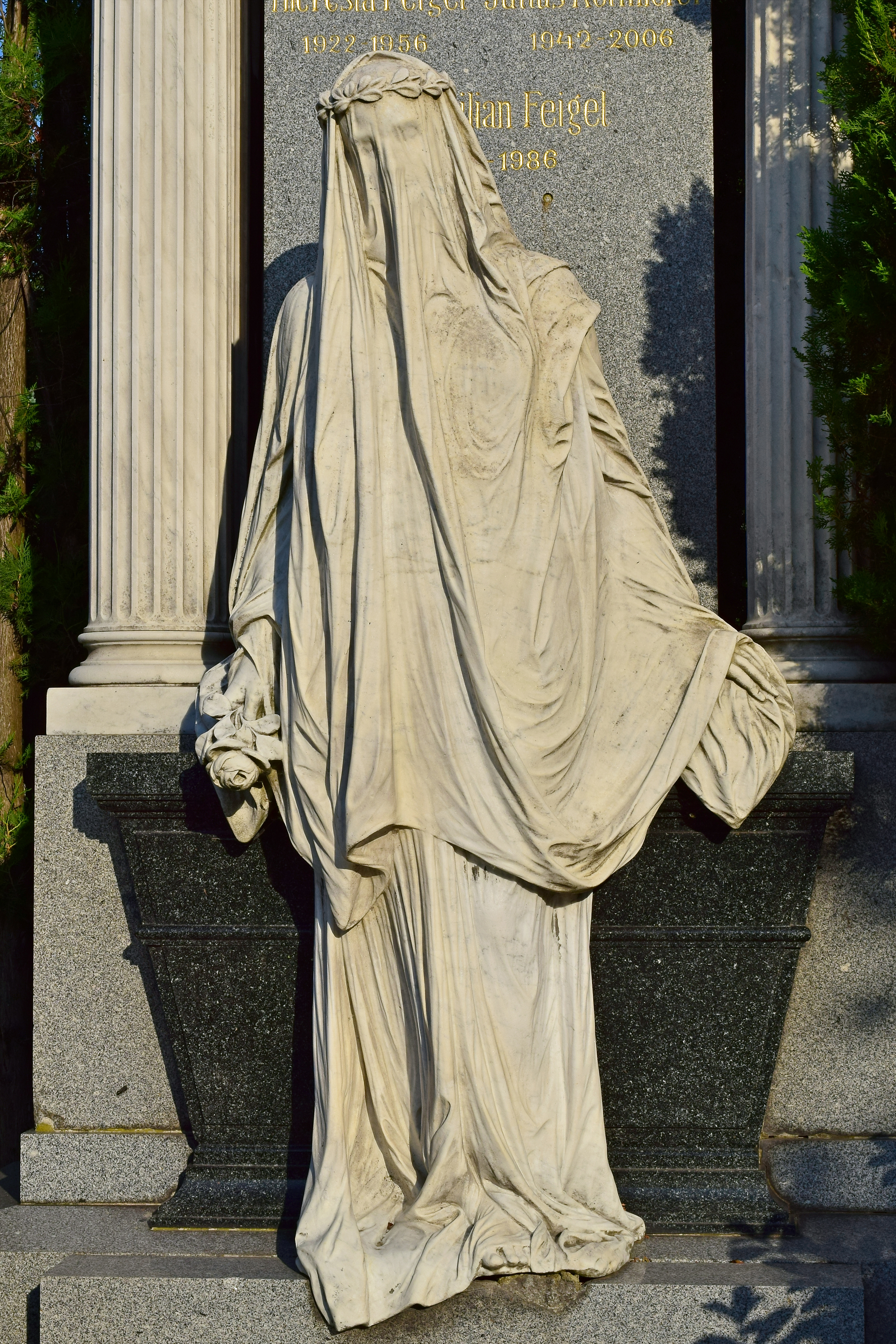
Statue mit Schleier

Carl Anselm Zinsler (* 23. Oktober 1867 in Wien; † 23. Jänner 1940 ebenda) war ein österreichischer Bildhauer, der vorwiegend auf dem Gebiet der Porträt- und Grabgestaltung tätig war. Eines seiner bekanntesten Werke ist das 1905 errichtete Pfeilerrelief am zweiten Tor des Wiener Zentralfriedhofs mit dem Titel Menschen am Tor zu einem Ort ohne Wiederkehr (Foto oben).

## Leben
Es wird angenommen, dass Zinsler an der Akademie der bildenden Künste Wien studierte. Anschließend sammelte er praktische Erfahrungen durch seine fünfjährige Mitarbeit im Atelier von Johannes Benk.
Ab 1904 war Zinsler Mitglied der Genossenschaft der bildenden Künstler Wiens. 
Wahrscheinlich im selben Jahr erstellte er die viel beachtete Statue mit Schleier am Grab der Familie Nöthig-Winter, die sich ebenfalls auf dem Wiener Zentralfriedhof befindet (Foto unten).
Eines seiner letzten Werke war das im August 1939, also fünf Monate vor seinem Tod, enthüllte Grabdenkmal für die Familie Sandrock, in der unter anderem die niederländisch-deutsche Schauspielerin Adele Sandrock ihre letzte Ruhestätte fand.
Neben seinen zahlreichen Werken auf Friedhöfen (vorwiegend dem Zentralfriedhof) war Zinsler unter anderem an den Plastiken beteiligt, die das von Doppelsäulen flankierte Portal des ehemaligen Gebäudes der Wirtschaftskammer Wien am Stubenring (Nummern 8 bis 10) zieren.